# Esteban Joaquín de Ripalda
Esteban Joaquín de Ripalda y Marichalar, I conde de Ripalda, (Górriz, Valle de Lónguida, Navarra, 1665-Sevilla, abril de 1731) fue un noble y militar español del siglo XVIII que ejerció diferentes cargos de relevancia al servicio de la corona. 

## Biografía
Fue hijo de Antonio de Ripalda, VI señor de Ripalda, y de Inés de Marichalar. En 1705 fue nombrado coronel de un regimiento organizado por las cortes de Sangüesa, resultando herido de gravedad y su regimiento derrotado en un enfrentamiento contra las tropas catalanas lideradas por los hermanos Desvalls. En 1707 fue nombrado brigadier ad futuram y el rey le concedió la Orden de Calatrava y la encomienda de Molinos y Laguna Rota, en el reino de Aragón.
En el periodo 1710-1724 fue gobernador de Zamora,  liderando en 1711 las tropas españolas que se enfrentaron a las portuguesas que habían saqueado las comarcas de Sayago y Alcañices, obteniendo una contundente victoria.  En 1719 fue nombrado brigadier del ejército y posteriormente obtuvo el título de conde de Ripalda. 

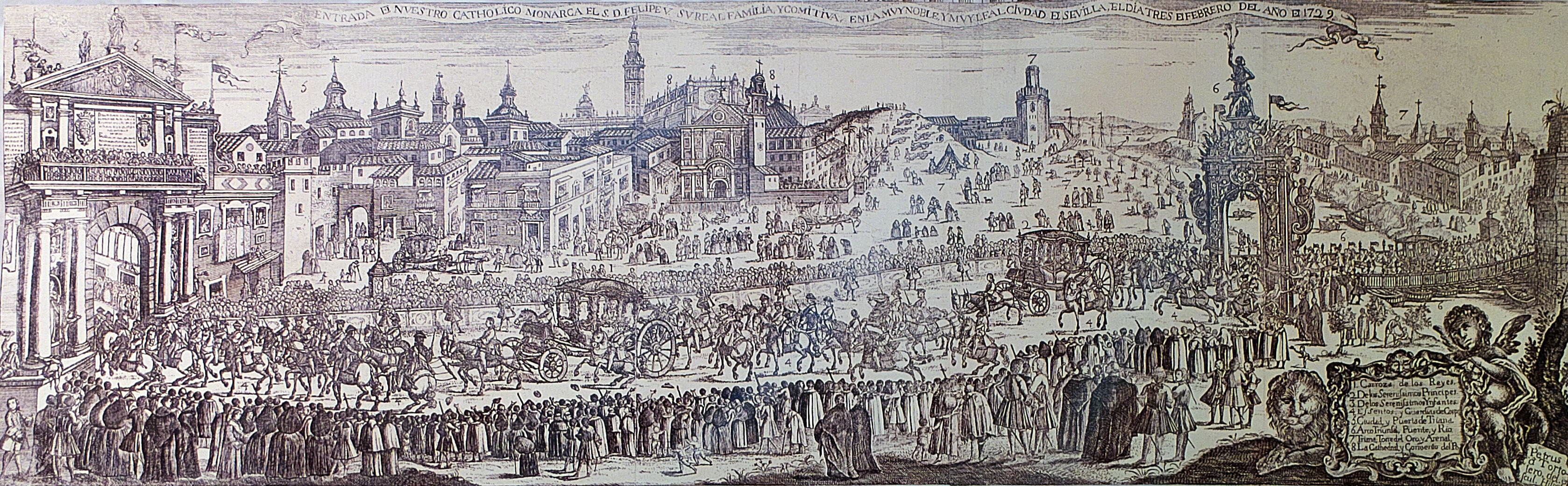
Entrada de Felipe V en Sevilla en 1729 (Pedro Tortolero)

Entre 1725 y 1731 ejerció el cargo de asistente de la ciudad de Sevilla, donde sustituyó a Alonso Pérez de Saavedra y Narváez, I conde de la Jarosa, y realizó actividades encaminadas a conocer la situación real de los cultivos de olivo y vid, elaboró un proyecto de casa de piedad para paliar la situación de los numerosos pobres que deambulaban por la urbe y organizó fiestas para celebrar la canonización de los santos jesuitas Luis Gonzaga y Estanislao de Kostka. En su segundo trienio de mandato recibió el 3 de febrero de 1729 a los reyes Felipe V de España e Isabel de Farnesio que realizaron un viaje a Andalucía para intentar curar al rey de sus episodios de melancolía, organizando al efecto un fastuoso recibimiento y entrada triunfal, adornando la ciudad para la ocasión e instalando 3 arcos triunfales de arquitectura efímera.  Esteban Joaquín de Ripalda falleció en Sevilla los primeros días de abril del año 1731, siendo enterrado en la Casa Profesa de la Compañía de Jesús mientras redoblaban las campanas de la Giralda en señal de duelo.